# Zach Garrett
Zach Garrett (* 8. April 1995 in Wellington, Missouri) ist ein US-amerikanischer Bogenschütze.

## Werdegang
Zach Garrett startete im Jahr 2010 seine Karriere als Bogenschütze und debütierte 2014 auf internationaler Ebene.
Bei den Panamerikanischen Spielen 2015 in Toronto gewann Garrett im Mannschaftswettbewerb die Silbermedaille. Im Einzelwettbewerb kam er bis ins Halbfinale, verlor dort jedoch mit 0:6 gegen den Kanadier Jay Lyon und belegte damit den vierten Platz.
Garrett startete bei den Olympischen Sommerspielen 2016 in Rio de Janeiro. Während er im Einzelwettbewerb im Viertelfinale verlor und ausschied, kam Garrett im Mannschaftswettbewerb zusammen mit Brady Ellison und Jake Kaminski nach Siegen über das Chinesische Taipeh, Indonesien und China bis ins Finale, wo sie dann jedoch mit 0:6 gegen Südkorea verloren und damit die Silbermedaille gewannen.
Garrett lebt derzeit in Chula Vista.